# Conjunto relativamente compacto
Se dice que un conjunto S es relativamente compacto en un espacio topológico X si toda sucesión de elementos de S tiene una subsucesión de Cauchy en X.
Otra opción es pensar en S como relativamente compacto si está contenido en un subespacio compacto de X, o equivalentemente, que su clausura sea compacta.
En espacios métricos podemos definir un conjunto  relativamente compacto:
definición: Sea (X,d) un espacio métrico  y A un subconjunto de X. A es relativamente compacto si y solo si  su adherencia es un compacto.
- Datos: Q610232